# Chutes d'Augrabies
Les chutes d'Augrabies sont des chutes d'eau situées sur le fleuve Orange, en Afrique du Sud, dans le parc national des Chutes d'Augrabies.

## Histoire
Les premiers habitants, les Khoïkhoïs, les appelaient Ankoerebis (« lieu des grands bruits »), nom que les Trekboer, qui colonisèrent l'endroit, dérivèrent en Augrabies.
En décembre 2012, les chutes d'eau sont illuminées la nuit pour créer un spectacle naturel. En mars 2014, la proposition de bâtir un réseau hydro-électrique le long du fleuve Orange (Orange Falls Hydro Electric Power) et dans les chutes d'Augrabies (RVM1 Hydro Electric Power) provoque de vives réactions d'opposition dans la population locale. Le directeur de Hydro SA Niel Theron garantit pour sa part que le volume d'eau dévié des chutes reste «très peu».

## Description
Les chutes d'Augrabies font 56 mètres de hauteur. La gorge résultant de l'érosion granitique qui abrite les chutes fait 240 mètres de profondeur et 18 kilomètres de longueur.
Les chutes d'Augrabies représentent une rupture majeure dans le cours d'eau déjà chaotique du fleuve Orange. Lorsque le fleuve approche des chutes, son cours se divise en de multiples canaux qui se rejoignent au niveau des chutes.

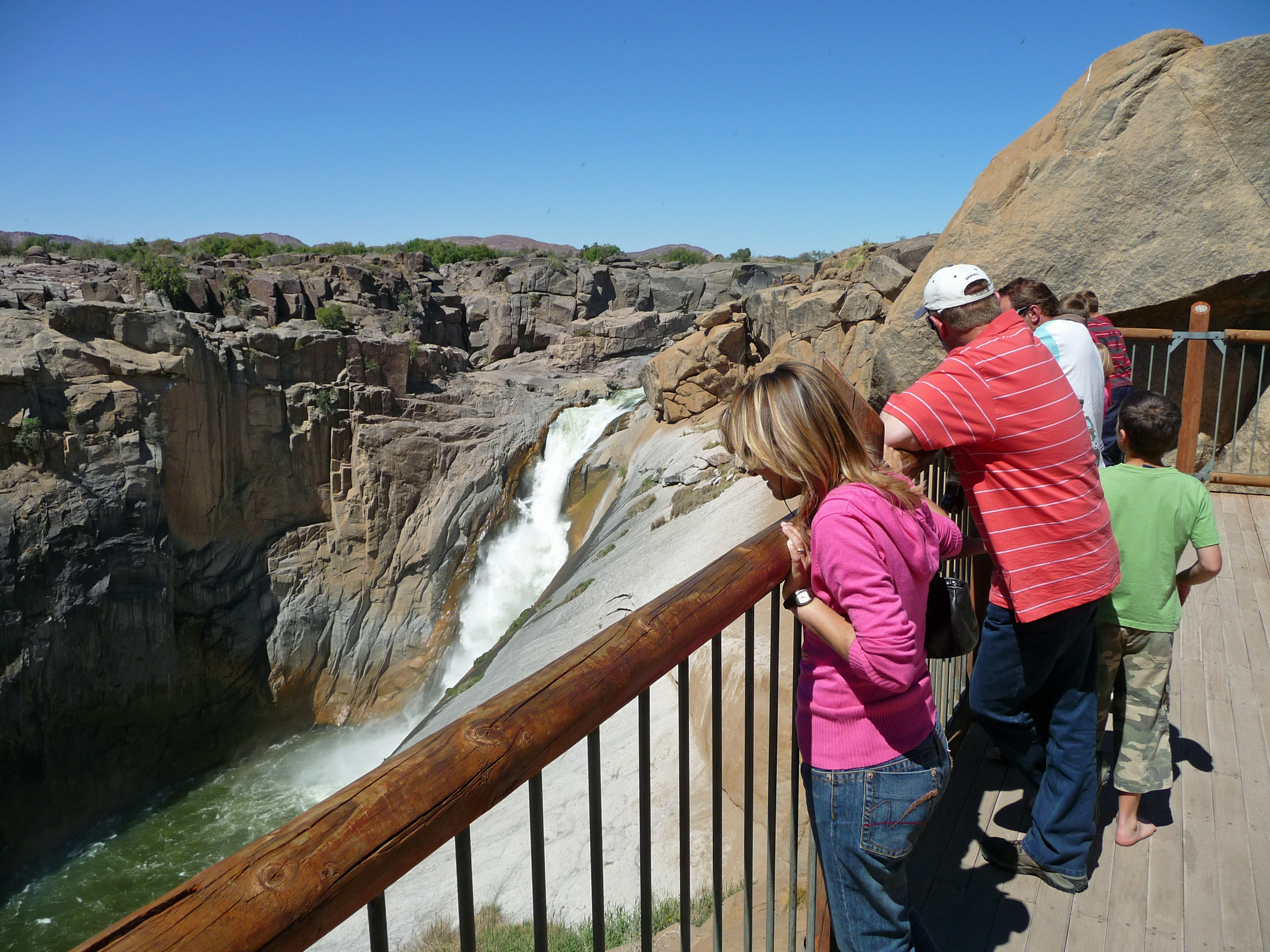
Les chutes vues depuis la plateforme d'observation.
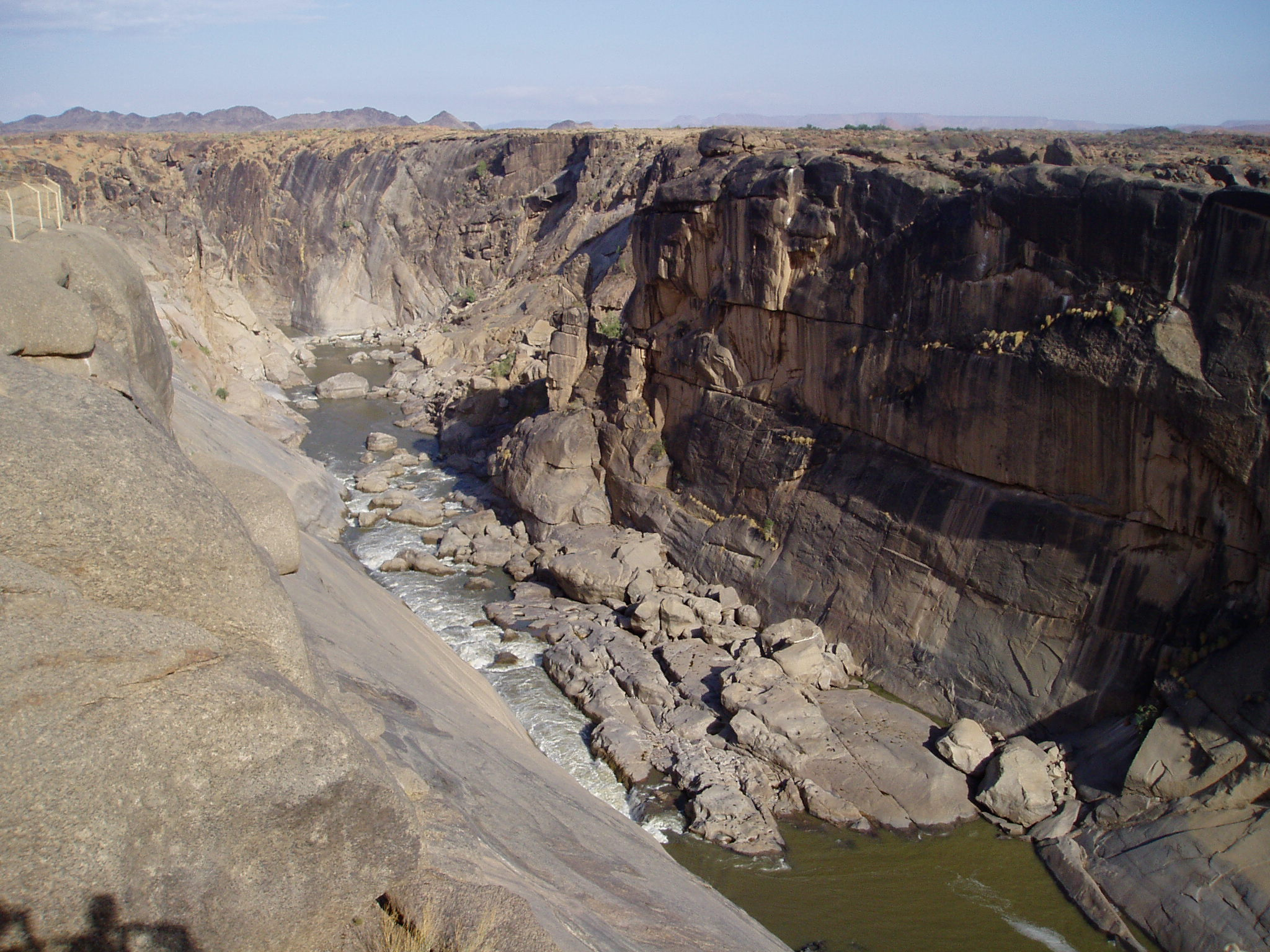
Les chutes en saison sèche.
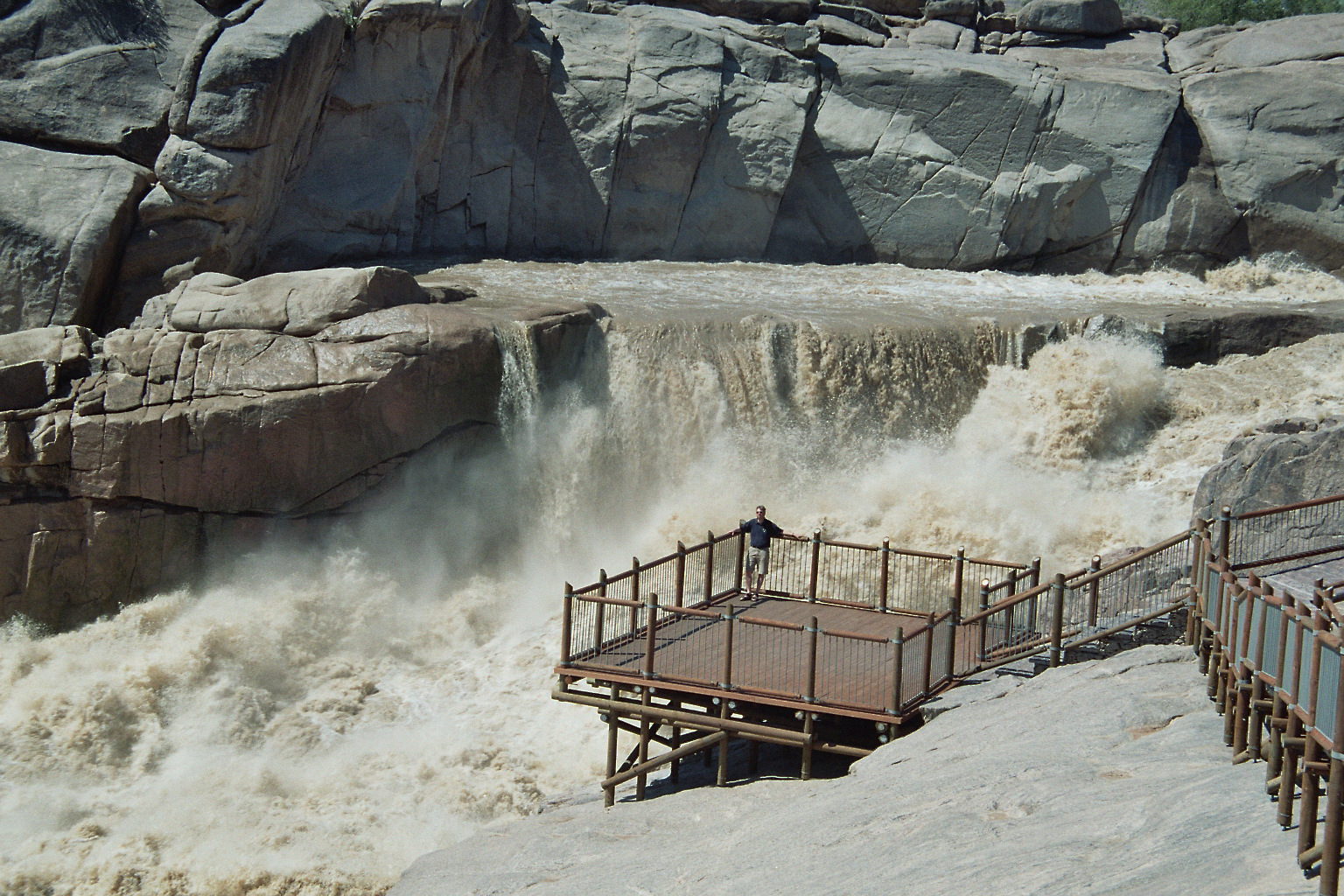
Les chutes au maximum de leur débit.

La température au niveau des chutes et dans le parc national n'est enregistrée que depuis 1984 par les autorités météorologiques.

## Débit
Les débits records furent de 7 800 m3 s−1 en 1988 et de 6 800 m3 s−1 en 2006. Par rapport aux chutes du Niagara, cela est plus de trois supérieur à leur débit moyen en période de hautes eaux (2 400 m3 s−1), plus de quatre fois supérieur à leur débit annuel moyen, et supérieur au record absolu mesuré pour ces dernières (6 800 m3 s−1).

## Articles liés
- Parc national des Chutes d'Augrabies